# Coppa di Lega di Hong Kong
La Coppa di Lega di Hong Kong (ufficialmente, in inglese, Hong Kong League Cup, cinese 香港聯賽盃) è una competizione calcistica riservata alle squadre della Hong Kong First Division League.
Fu creata nel 2000 ed è stata disputata ogni anno, con l'eccezione della stagione 2009-2010.
Dal 2015 questa competizione è stata sostituita dalla Sapling Cup, cambiando formato e regole ma rimanendo destinata alle squadre della Premier League.

## Formato
La prima fase vede le squadre divise in due gruppi, nei quali ogni squadra affronta le altre in gara singola. Le migliori due classificate di ciascun gruppo accedono alla semifinali, dove la vincente del gruppo A affronta la seconda del gruppo B e la prima del gruppo B affronta la seconda del gruppo A. Le due vincitrici si affrontano poi in finale.

## Albo d'oro
| Stagione  | Vincitrice    | Punteggio         | Finalista     | Sede              | Spettatori    |
| --------- | ------------- | ----------------- | ------------- | ----------------- | ------------- |
| 2000-2001 | Happy Valley  | 2 - 1 (dts gg)    | Sun Hei       | Mong Kok Stadium  | 3.078         |
| 2001-2002 | South China   | 3 - 0             | H.K. Rangers  | Hong Kong Stadium | 3.282         |
| 2002-2003 | Sun Hei       | 2 - 2 (4 - 2 dcr) | Happy Valley  | Hong Kong Stadium | 1.093         |
| 2003-2004 | Sun Hei       | 4 - 2             | Happy Valley  | Hong Kong Stadium | 3.284         |
| 2004-2005 | Sun Hei       | 1 - 0             | Happy Valley  | Hong Kong Stadium | 2.468         |
| 2005-2006 | Kitchee       | 4 - 3             | Happy Valley  | Mong Kok Stadium  | 1.680         |
| 2006-2007 | Kitchee       | 2 - 1             | Happy Valley  | Mong Kok Stadium  | 1.355         |
| 2007-2008 | South China   | 4 - 2             | Kitchee       | Mong Kok Stadium  | 4.630         |
| 2008-2009 | Sun Hei       | 2 - 2 (4 - 2 dcr) | TSW Pegasus   | Mong Kok Stadium  | 2.684         |
| 2009-2010 | Non disputata | Non disputata     | Non disputata | Non disputata     | Non disputata |
| 2010-2011 | South China   | 2 - 1             | TSW Pegasus   | Yuen Long Stadium | 3.623         |
| 2011-2012 | Kitchee       | 2 - 1             | TSW Pegasus   | Mong Kok Stadium  | 3.957         |
| 2014-2015 | Kitchee       | 4 - 0             | South China   | Mong Kok Stadium  | 5.082         |
| 2015-2016 | Kitchee       | 3 - 0             | South China   | Mong Kok Stadium  | 4.616         |

## Vittorie per squadra
| Squadra      | Vittorie | Stagioni                                              | Finali perse | Stagioni                                              |
| ------------ | -------- | ----------------------------------------------------- | ------------ | ----------------------------------------------------- |
| Sun Hei      | 4        | 2002-2003, 2003-2004, 2004-2005, 2008-2009            | 1            | 2000-2001                                             |
| South China  | 3        | 2000-2001, 2007-2008, 2010-2011                       | 2            | 2014-2015, 2015-2016                                  |
| Kitchee      | 5        | 2005-2006, 2006-2007, 2011-2012, 2014-2015, 2015-2016 | 1            | 2007-2008                                             |
| Happy Valley | 1        | 2000-2001                                             | 5            | 2002-2003, 2003-2004, 2004-2005, 2005-2006, 2006-2007 |
| TSW Pegasus  | 0        | —                                                     | 3            | 2008-2009, 2010-2011, 2011-2012                       |
| H.K. Rangers | 0        | —                                                     | 1            | 2001-2002                                             |